# Wenn ich König wär’
Wenn ich König wär’ (französischer Originaltitel: Si j’étais roi) ist eine Opéra-comique in drei Akten, die zur französischen Romantik gehört. Die Komposition stammt von Adolphe Adam; das Libretto verfassten Adolphe d’Ennery und Jules-Henri Brésil. Das Werk erlebte seine Uraufführung am 4. September 1852 im Théâtre-Lyrique in Paris. In Deutschland wurde die Oper das erste Mal am 21. Januar 1904 in Breslau aufgeführt. Gelegentlich hat man sie im deutschen Sprachraum auch unter dem Titel König für einen Tag gespielt.

## Handlung
Die Oper spielt im frühen 16. Jahrhundert in einem fantastischen Königreich, das Zugang zum Meer hat.

### Erster Akt
Meeresstrand mit Fischerhütte
Schon viele Jahre sind vergangen, seit der arme Fischer Zephoris einem Mädchen das Leben gerettet hat. Ohne sein beherztes Eingreifen hätte das Geschöpf ertrinken müssen. Es ist ihm bis heute nicht gelungen, ihren Namen und ihren Aufenthalt herauszubekommen. Er würde ihr nämlich gerne den kostbaren Ring zurückgeben, der ihr bei der Rettungsaktion vom Finger geglitten war.
Gerade jetzt kommt der König an seiner Hütte vorbei. In seinem Gefolge entdeckt Zephoris ein Gesicht, das ihn an die Schöne von damals erinnert, und er täuscht sich nicht: Sie ist es! Außerdem ist sie auch noch die Tochter des Königs. In seiner Naivität wendet sich Zephoris an den Begleiter der Prinzessin, Prinz Kadoor, und berichtet ihm von seinem lange zurückliegenden Erlebnis. Dieser befiehlt ihm, Stillschweigen zu bewahren, wenn ihm sein Leben lieb sei. Dann beauftragt er seinen Diener, Zephoris den Ring zu entwenden. Er hegt den Gedanken, mit Hilfe des Rings die Prinzessin zur Frau zu bekommen, weil er sich dann selbst als ihr Retter ausgeben kann. Insgeheim hat er vor, nach seiner Hochzeit den König zu stürzen und selbst die Herrschaft an sich zu reißen. Diese Absicht hat Zephoris durchschaut, und fortan hütet er den Ring wie seinen Augapfel.
Als die hohen Herrschaften verschwunden sind, schreibt er „Wenn ich König wär’ …“ in den Sand, legt sich schlafen und träumt davon, was er dann machen würde.
Kurz darauf führt des Königs Weg nochmals an Zephoris’ Hütte vorbei. Als er den schlafenden Fischer und die von ihm in den Sand gekritzelten Worte bemerkt, kommt ihm eine Idee: Er befiehlt, ihn auf sein Schloss zu bringen. Wenn er dann am nächsten Tag erwacht, soll er einen Tag lang zeigen, was er als „König“ kann.

### Zweiter Akt
Prunkvoller Raum im Schloss
Zephoris glaubt, er träume, als er nach seinem Erwachen vom Hofstaat wie ein König behandelt wird. Aber im Traum darf man ja alles machen. Weil der König zugleich oberster Befehlshaber der Armee und sein Reich gerade von den Portugiesen belagert wird, ersinnt er einen Plan, die Feinde zu vertreiben. Und siehe da – der Plan gelingt! Er deckt auch auf, dass sich sein Widersacher, Prinz Kadoor, heimlich mit den Feinden verschworen hat. Auch den Stand der Fischer hat er nicht vergessen: Per Dekret verfügt er, dass sie mehr Rechte bekommen. Prinzessin Nemea offenbart er, dass sie ihr Leben nicht Kadoor, sondern ihm zu verdanken habe. Als Beweis zeigt er ihr den Ring. In diesem Moment fällt es der Prinzessin wie Schuppen von den Augen. Sie weiß nun, dass sie die ganze Zeit von Kadoor getäuscht worden ist. Für ihn empfindet sie jetzt nur noch Verachtung; ihr Herz schlägt jetzt für Zephoris. Dieser will die Gunst der Stunde nutzen und gleich die Hochzeit mit seiner Angebeteten in die Wege leiten, aber diese Gedanken schlagen aus der Sicht des Königs dem Fass den Boden aus. Jetzt reicht’s ihm! Er lässt Zephoris ein Schlafmittel verabreichen und ihn in seine armselige Hütte zurückbringen.

### Dritter Akt
Meeresstrand mit Fischerhütte
Nach dem Aufwachen befällt Zephoris ein ganz schrecklicher Liebeskummer. Nicht einmal seine geliebte Schwester Zelide vermag ihn zu beruhigen. Plötzlich entdeckt er Prinz Kadoor, der mit ein paar bewaffneten Helfern auf seine Hütte zukommt. Zephoris wird gewahr, was sein Widersacher im Schilde führt. Er muss jetzt um sein Leben bangen. Glücklicherweise naht auch Prinzessin Nemea. Ihr gelingt es, das Schlimmste zu verhindern.
Inzwischen hat auch der König selbst erfahren, welchen Schurken er unter seinem Dach beherbergt hat. Er lässt Kadoor verhaften und weist ihn aus seinem Reich. Den armen Fischer, dem er so viel zu verdanken hat, erhebt er in den Adelsstand und gibt ihm seine Tochter zur Frau.

## Musik
Das Werk gehört zu jenen heiteren, typisch französischen Opern, die sich auch dem ungeübten Hörer sehr leicht erschließen. Es stellt an ihn keine höheren Ansprüche, was aber nicht heißen soll, dass das Werk anspruchslos sei. Es will nur gut unterhalten, und das gelingt ihm auch. Zu den musikalischen Höhepunkten gehören die Ouvertüre, Zephoris‘ Romanze „Kenn nicht ihren Stand, ihren Namen“ im ersten Akt, Nemeas Arie „Ihr seid der glückliche Fürst“ im zweiten Akt und das Finale „Dankt dem allmächtigen Gott“ im dritten Akt.